# Kyllinga tanzaniae
Kyllinga tanzaniae är en halvgräsart som beskrevs av Kaare Arnstein Lye. Kyllinga tanzaniae ingår i släktet Kyllinga och familjen halvgräs.
Artens utbredningsområde är Tanzania. Inga underarter finns listade i Catalogue of Life.